# Michael Parr
Michael Parr (St Helens, 6 de agosto de 1986) es un actor inglés.

## Carrera
En 2012, participó como invitado en las series Hollyoaks, donde interpretó a Billy Parker, y Casualty, en la que interpretó a Mark Satchmore.
El 9 de julio de 2013 se unió al elenco principal de la serie Emmerdale Farm, donde interpreta a Ross Barton.

## Filmografía

### Series de televisión
| Año           | Título         | Personaje       | Notas                                |
| ------------- | -------------- | --------------- | ------------------------------------ |
| 2012          | Hollyoaks      | Billy Parker    | episodio 13493                       |
| 2012          | Casualty       | Mark Satchmore  | episodio "The Kindness of Strangers" |
| 2012          | Doctors        | Kyle West       | episodio "Echo Chamber"              |
| 2012          | Inside Men     | Oficial Mayfair | episodio 1.3                         |
| 2013-presente | Emmerdale Farm | Ross Barton     |                                      |

### Cine
| Año  | Título           | Personaje | Notas |
| ---- | ---------------- | --------- | ----- |
| 2009 | No Way Through   | Soldado   | corto |
| 2011 | Queensbury Rules | Liam      | corto |
| 2014 | Territory        | Kieren    |       |

## Premios y nominaciones
| Año  | Categoría                | Premio                     | Serie          | Resultado |
| ---- | ------------------------ | -------------------------- | -------------- | --------- |
| 2014 | Best Newcomer            | Inside Soap Award          | Emmerdale Farm | Ganador   |
| 2014 | Best Newcomer            | British Soap Award         | Emmerdale Farm | Nominado  |
| 2015 |                          | Imperial Arts Award        |                | Ganador   |
| 2015 | Mejor actor              | Inside Soap Award          | Emmerdale Farm | Ganador   |
| 2015 | Best Bad Boy             | Inside Soap Award          | Emmerdale Farm | Ganador   |
| 2015 | Sexiest Male             | Inside Soap Award          | Emmerdale Farm | Ganador   |
| 2015 | Best Newcomer            | National Television Awards | Emmerdale Farm | Nominado  |
| 2016 | Sexiest Male             | Inside Soap Award          | Emmerdale Farm | Nominado  |
| 2016 | Serial Drama Performance | National Television Awards | Emmerdale Farm | Nominado  |